# Ivan Graanoogst
Ivan Graanoogst, Iwan Graanoogst (ur. w Paramaribo) – surinamski polityk i wojskowy w stopniu generała, tymczasowy prezydent Surinamu od 24 do 29 grudnia 1990 roku.
W 1981 razem z Dési Bouterse i Royem Horbem współtworzył Narodowy Front Rewolucyjny, który był odpowiedzią na ograniczenie roli armii przez prezydenta Hendricka Chin A Sena po nieudanym zamachu stanu
22 grudnia Dési Bouterse zrezygnował z funkcji dowódcy armii, a prezydent Ramsewak Shankar powołał w jego miejsca Ivana Graanoogsta. Bouterse swoją rezygnacją zaprotestował przeciwko nawiązywaniu stosunków dyplomatycznych z Holandią, uważał także, że Shankar nie wsparł go, gdy holenderska policja zablokowała jego przemówienie na lotnisku. Już 24 grudnia Bouterse dokonał zamachu stanu, telefonicznie zmuszając Shankara do rezygnacji ze stanowiska (tzw. telefoniczny zamach stanu). Tym samym urząd tymczasowo przejął Graanoogst jako szef wojska. Graanoogst wsparł zamach stanu i stworzył tymczasowy wojskowy rząd. Jednocześnie armia wybrała na nowego prezydenta Johana Kraaga, a 29 grudnia wybór ten potwierdził parlament przy bojkocie głosowania przez część opozycji (tym samym Kraag został formalnie prezydentem).
W grudniu 1992 po rezygnacji Bouterse ponownie został tymczasowym dowódcą armii, jednak przez dłuższy czas nie chciał przekazać funkcji wskazanemu przez prezydenta kandydatowi Arty Gorrému. Uczynił to dopiero w maju 1993 pod presją parlamentu. Od 1996 do 2000 był dyrektorem gabinetu prezydenta Julesa Wijdenboscha. W sierpniu 2010 został sekretarzem gabinetu prezydenta, gdy funkcję ponownie objął Dési Bouterse. Zakończył urzędowanie w roku 2012, kiedy to przeniesiono go do ambasady Surinamu w Pekinie.
Kierowano przeciw niemu oskarżenia o przemyt narkotyków oraz o odpowiedzialność za mordy grudniowe, dokonane podczas zamachu stanu w 1982.